# Glycaspis rivalis
Glycaspis rivalis är en insektsart som beskrevs av Moore 1961. Glycaspis rivalis ingår i släktet Glycaspis och familjen rundbladloppor. Inga underarter finns listade i Catalogue of Life.